# Indonemoura assami
Indonemoura assami är en bäcksländeart som först beskrevs av Aubert 1967.  Indonemoura assami ingår i släktet Indonemoura och familjen kryssbäcksländor. Inga underarter finns listade i Catalogue of Life.